# 毛家湾镇
毛家湾镇，是中华人民共和国山西省运城市垣曲县下辖的一个乡镇级行政单位。

## 行政区划
毛家湾镇下辖以下地区：
毛家社区、毛家村、郑家岭村、刘家村、长涧村、清泉村、南庄村、林场村、安头村、南山村、朱家庄村和胡家峪社区。